# Tsjeremissische fantasie
De Tsjeremissische fantasie is een compositie van de Finse componist Uuno Klami.
Klami kreeg van de onderzoeker A.O. Väisänen muziek uit de regio Mari El overhandigd, het gebied van de Mari, toen nog Tsjeremissen genoemd. Väisänen was geïnteresseerd in de Fins-Oegrische volksmuziek en werd veel later  professor in de musicologie aan de Universiteit van Helsinki. Klami's interesse was gewekt, hij interesseerde zich al in een gebied veel noordelijker dan Mari El: Karelië. Aan de hand van de hem aangeleverde manuscripten schreef Klami een compositie voor cello en orkest, die af en toe doet denken aan Le Sacre du printemps van Igor Stravinsky. Klami bewonderde dat werk mateloos. De fantasie is een mengeling van Franse impressionistische muziek en de Russische gelatenheid.
De Tsjeremissische fantasie is geschreven in twee delen:
- Lento, molto tranquillo
- Presto con bravura.

Klami schreef het voor:
- solo cello
- 2 dwarsfluiten, 2 hobo's, 2 klarinetten, 2 fagotten
- 4 hoorns, 2 trompetten, 1 trombones
- pauken, 1 man/vrouw percussie,  piano, celesta
- violen, altviolen, celli, contrabassen

## Discografie
- Uitgave Ondine: John Storgårds met het Filharmonisch Orkest van Helsinki (opname 2009)